# Parkersburg (Virgínia Ocidental)
Parkersburg é uma cidade localizada no estado norte-americano da Virgínia Ocidental, no Condado de Wood.

## Geografia
De acordo com o United States Census Bureau, a cidade tem uma área de 32 km², onde 30,6 km² estão cobertos por terra e 1,4 km² por água.

### Localidades na vizinhança
O diagrama seguinte representa as localidades num raio de 12 km ao redor de Parkersburg.

## Demografia
Segundo o censo nacional de 2010, a sua população é de 31 492 habitantes e sua densidade populacional é de 1 028,69 hab/km². É a terceira cidade mais populosa da Virgínia Ocidental. Possui 15 562 residências, que resulta em uma densidade de 508,34 residências/km².